# 뚝섬로
뚝섬로(Ttukseom-ro)은 서울특별시 성동구 옥수동에서 광진구 구의동을 잇는 도로이다. 도로의 총 길이는 6.75km이고, 왕복 2~4차선 도로이다.

## 주요 경유지
- 성동구
  - 옥수동 ~ 금호동4가 ~ 성수동
- 광진구
  - 자양동 ~ 구의동

## 노선 경로
- 서빙고로 직결 / 한림말길(끝지점) ~ 미상 / 금호로(시작지점) ~ 용비교(중랑천) ~ 성수대교북단교차로 / 고산자로(교차지점) ~ 무지개터널 ~ 서울숲입구교차로 / 왕십리로 ~ 미상 / 성수일로(시작지점), 성덕정3길(끝지점) ~ 미상 / 성수이로(교차지점) ~ 영동대교북단교차로 / 국도 제47호선 동일로(교차지점) ~ 신양초교앞교차로 / 능동로(교차지점) ~ 신자초교입구교차로 / 자양번영로(교차지점) ~ 잠실대교북단교차로 / 국도 제3호선 자양로(교차지점) ~ 미상 / 구의강변로(교차지점)

## 주요 건물 및 시설
- 경일초등학교 - 서울특별시 성동구 뚝섬로 332
- 성수공업고등학교 서울특별시 성동구 뚝섬로 365
- 이마트 본사 - 서울특별시 성동구 뚝섬로 377
- 이마트 성수점 - 서울특별시 광진구 뚝섬로 379
- 두산위브아파트 - 서울특별시 성동구 뚝섬로 434
- 동자초등학교 - 서울특별시 광진구 뚝섬로 561
- 자양3동주민센터 - 서울특별시 광진구 뚝섬로 568
- 롯데캐슬 리버파크 시그니처 - 서울특별시 광진구 동일로6길 22-1

## 같이 보기
- 뚝섬